# Lisipe
En la mitología griega, Lisipe (Λυσίππη) es una reina de las Amazonas que instituyó numerosos preceptos y costumbres en su pueblo. Además, fundó la capital amazónica Temiscira. Lisipe era hija de Ares y la náyade Harmonía. 
En la época de Lisipe, la tribu de las amazonas vivía junto al río Amazonia. Lisipe tenía un hijo llamado Tanais, que amaba la guerra y despreciaba el amor. Afrodita, ofendida, infundió en Tanais una pasión incestuosa por su madre, y él se quitó la vida tirándose al río. Lisipe, atormentada por el ánima de su hijo, abandonó junto a su pueblo el río que llamarían Tanais y emigró hacia la costa del mar Negro hasta aposentarse el la desembocadura del río Termodonte, donde fundaría la gran capital de las Amazonas: Temiscira. 
Allí, Lisipe demostró un gran ardor guerrero; y entre ella y las reinas Marpesia, Lampedo e Hipo fueron extendiendo el reino amazónico en detrimento de Frigia y Tracia. Con el botín de guerra, Lisipe erigió templos a Ares y a Artemisa.
Lisipe instituyó numerosas costumbres del pueblo amazónico. Una de las más importantes fue dividir a los hombres de las mujeres. Los primeros estarían encargados de las tareas domésticas, por lo que eran lisiados desde pequeños; a las niñas les correspondía la gobernanza, la caza y la guerra.